# 會計系統
會計系統、會計軟件，是一種用作紀錄及處理會計相關交易，例如應付賬款及應收賬款等的应用程序软件。其作用類似會計資訊系統。
1990年代，會計系統市場趨於成熟，主要供應商包括FlexSystem佛萊信電腦軟體 （页面存档备份，存于）、微軟及Sage。

## 會計軟件（品牌）
- Techland ERP System 科域會計系統 （页面存档备份，存于）
- AutoMi 自動化會計系統，彈性訂製 （页面存档备份，存于）
- 藍途記帳(NexTrek)雲端記帳會計系統 （页面存档备份，存于）
- Sage 50 香港及大中華版 - Sage 官方香港及大中華地區會計系統
- MasterSoft 商靈系統 （页面存档备份，存于）
- FlexSystem - FlexAccount 財務會計管理系統 （页面存档备份，存于）
- GTC Accounting System 傲林會計系統 （页面存档备份，存于）
- TurboERP Accounting System
- Peachtree Accounting
- DacEasy Accounting
- SAP
- MYOB 香港澳門官方總代理 （页面存档备份，存于）
- AccPac
- Oracle Financials
- QuickBooks
- 縱橫會計系統
- 金蝶國際
- 飛龍系統 Freedomized iWare.Net （页面存档备份，存于）
- 盈富會計系統 Tracker Accounting System （页面存档备份，存于）
- 用友软件
- Eastop ERP System 東昇辦公室自動化系統 （页面存档备份，存于）

## 相關
- ERP
- COBOL